# Clemencia (Bolívar)
Clemencia est une municipalité située dans le département de Bolívar, en Colombie.